# Типи озер
Розподіл на окремі типи озер проводиться залежно від їхньої будови, умов утворення, розміром поверхні дзеркала, солоності та ряду інших ознак.

## Типи озер

### За генезисом озерної улоговини
Існує багато класифікацій озер, але найкращою є класифікація Первухіна-Богословського. Згідно даної класифікації за генезисом (утворенням) озерної улоговини виділяють:

#### Тектонічні озера
Тектонічні озера — найбільші та найглибші озера, які займають западини, що виникли в результаті тектонічних рухів земної кори: розломи, скиди, грабени, міжгірні та рівнинні прогини. Найглибшими озерами на планеті є Байкал і Танганьїка — вони значно глибші за Баренцове море, Карське море та Східно-Сибірське море. З грандіозним розломом земної кори — Східно-Африканським грабеном — пов'язана система великих африканських озер: Туркана, Альберт, Едвард, Вікторія, Танганьїка і Ньяса. На місці велетенських скидів утворились западини Великих Озер — Верхнє, Гурон, Мічиган, Ері та Онтаріо. До тектонічних розломів приурочені численні озера Скандинавії, Фінляндії і Карелії: Венерн, Веттерн, Меларен, Імандра, Умбозеро, Ловозеро та Ковдозеро. В міжгірських прогинах знаходяться гірські озера Іссик-Куль, Телецьке та Каракуль.

#### Вулканічні озера
Дуже екзотично виглядають вулканічні озера, які отримали поширення в областях сучасного та давнього вулканізму. Особливо часто вулканічні озера зустрічаються у відомому Тихоокеанському вулканічному кільці. На Японських островах майже половина озер вулканічного походження. Вони поширені також в Європі, Африці, Австралії і навіть в Антарктиді. Вулканічні озера утворюються в кратерах вулканів. Такі озера невеликі, округлої форми, однак відносяться до глибоководних. Діаметр їх зазвичай не перевищує 2-3 км, але глибина сягає декількох сотень метрів. Кальдери відрізняються від кратерів більшими розмірами — це великі вулканічні западини округлої форми, які мають діаметр 25-30 км. Дно їхнє частіше пласке, схили стрімкі, глибина сягає декількох сотень метрів. Утворюються кальдери за допомогою вибухів вулкану, коли знищується частина вулканічного конуса або він просідає при відході лави і виникненні пустоти в джерелі вулкану. Маари — це згаслі вулкани вибухового типу, які мають вигляд широкої воронки, обмеженої невисоким валом.

#### Завальні (загатні) озера

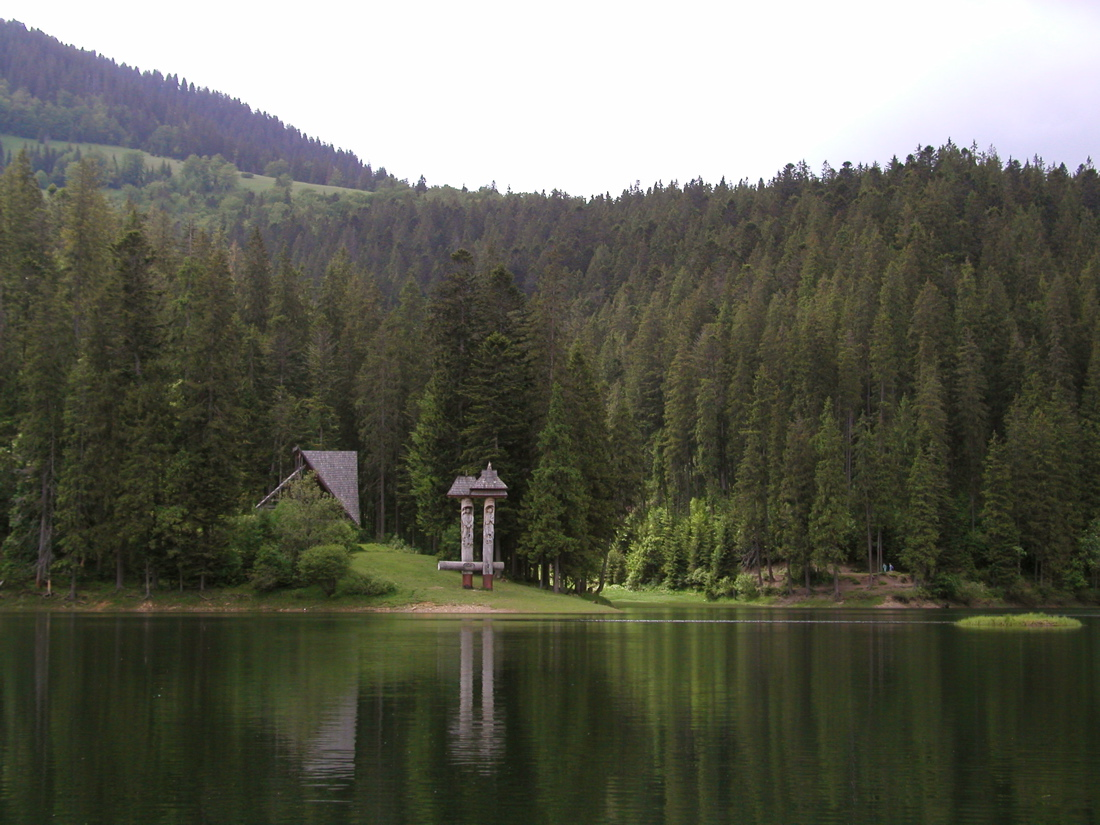
Озеро Синевир (Україна)

З вулканічною діяльністю пов'язані також і загатні озера. При виверженні вулкану нерідко потоки лави загачують річкові долини або грабени, утворюючи природні греблі. До найвідоміших таких озер відносяться Севан, Тиверіадське озеро та Ківу. Дуже часто загатні озера утворюються в гірських долинах шляхом обвалів, оповзання, морен льодовиків. При цьому обвалюється велика маса гірської породи і озера утворюються буквально за декілька годин чи діб. Причиною утворення деяких озер є обвали, які виникли при землетрусах або великих опадах. До таких озер відносяться Мантаро в Перу, Яшин-Куль у Ферганській долині та Синевир в Україні. В горах, де є льодовики, зустрічається багато озер, більшість з яких є загатними і утворились через кінцеві моренні вали, які перекривають долини. Іноді в гірській долині можна спостерігати ланцюжок таких загатних озер, який виглядає як сходинки.

#### Льодовикові озера
Льодовикові озера утворюються не тільки в горах, але й на рівнинах. За останні 2 млн років на нашій планеті неодноразово виникали похолодання. На величезній території відбувалося накопичення снігу та утворення потужних льодовикових щитів, які вкривали більшу частину Північної Америки та Європи. Остання льодовикова епоха закінчилась 10-12 тисяч років тому. Великий льодовик товщиною 1,5 км займав усю Канаду аж до сучасних Нью-Йорка, Чикаго та Сієтла. В Європі він поширився до широт Копенгагена, Берліна та Санкт-Петербурга. Льодовики залишили після себе велику кількість великих та малих западин, більшість з яких заповнилась талими водами і стали озерами. Озерні ландшафти, створені льодовиками, характерні для Канади, Скандинавії, Карелії та Прибалтики. Ерозійна діяльність льодовиків особливо яскраво виражена в областях зародження льодовиків — в центрах зледеніння. В Північній Америці такими центрами є Кордильєри, Баффінова Земля та Лабрадор, в Євразії — Скандинавія, Нова Земля, Північний Урал і Таймир. З ерозійною діяльністю льодовиків пов'язані фіордові озера, дуже поширені на узбережжі Скандинавії, Шотландії, Патагонії і південної частини Нової Зеландії. Вони займають давні долини, оброблені льодовиками і затоплені морями. При таненні льоду по краям утворювалась морена, яка загачувала фіорд. Такі озера мають велику протяжність, малу ширину та значну глибину. Найвідомішим озером є шотландське озеро Лох-Несс.

#### Водноерозійні та водноакумулятивні.
В утворенні озер беруть участь і річки. Вони здійснюють роботу по перетворенню поверхні суходолу. Річки розмивають, переносять і відкладають щорічно мільярди тон гірської породи. В процесі цієї роботи річок утворюються річкові озера — заплавні, плесові та дельтові. Протягом мільйонів років річки сформували глибокі та широкі долини, які сягають декількох кілометрів. Русла річок дуже мінливі, вони утворюють численні меандри у вигляді дуги чи підкови. При переміщенні широким дном долини, річка формує нове русло, а ділянки старих, втрачаючи зв'язок з новим, перетворюються в озера-стариці (заплавні). Заплавні озера виникли на заплаві внаслідок відокремлення рукава чи затоки від основного русла річковими наносами. Заплавними озерами України є Ялпуг, Кугурлуй і Кагул. Ці озера є прісноводними. Вони утворилися внаслідок затоплення заплави Дунаю її притоками, які відділені від головної річки піщаними валами чи дамбами. Протоками ці озера з'єднуються з Дунаєм і живляться його водами під час великих повеней. Таких озер дуже багато в долинах річок Північної Євразії — Об, Іртиш, Тобол, Єнісей, Амур, Лена. В умовах сухого клімату на місці русла річки часто утворюються плесові озера. Вони являють собою ланцюжок озер, що тягнуться на сотні кілометрів. Особливо часто такі озера зустрічаються на річках Австралії, коли навіть великі річки влітку пересихають, від них лишається лише ланцюжок озер. З річками пов'язані також і дельтові озера. Гирла багатьох річок закінчуються дельтами — величезними конусами наносів річок. На пласкій або злегка хвилястій поверхні дельт зустрічається велика кількість озер, які виникли в зниженнях при замулюванні численних проток. В дельті Лени, наприклад, нараховується до 30 тисяч озер, в дельті Волги — приблизно 1,7 тисяч.
Причиною утворення морських озер на морських узбережжях є морські хвилі та течії. Намиваючи піщано-галечникові коси та вали, вони відділяють гирла річок або затоки від моря, створюючи окремі водойми. Якщо гирла річок підтоплюються морем, то виникають витягнуті мілководні затоки. На узбережжях Чорного та Азовського морів їх називають лиманами. Відокремлені від моря косами або валами лимани стають озерами. Більшість лиманних озер мають прісну воду, але є озера і з солоною. Вона солона, тому що через посушливі ділянки кіс морська вода продовжує проникати в озеро і насичувати його сіллю. Такі озера називають сивашами. На рівнинних морських узбережжях зустрічаються лагунні озера. Це колишні затоки чи бухти, відокремлені від моря піщаними косами. Одне з найбільших солоних озер Криму — Сасик відноситься саме до таких озер. Лагунні озера або повністю від'єднались від моря, або сполучаються протокою — постійно чи під час припливів. Морська вода здатна проникати в такі озера через піщані коси, тому вони нерідко солоні. Такі озера зазвичай мілководні, але їхня площа може сягати декількох десятків тисяч км². Найбільшим лагунним озером світу є Маракайбо, яке розташоване у Венесуелі, до таких відноситься і найбільше озеро Антарктиди Едісто-Капоне.

#### Провальні озера
Найдивовижнішими за своєю природою є карстові озера (провальні). Вони цікаві тим, що вода в них може раптово щезнути, а потім з'явитись знову. Вони зустрічаються там, де поверхня складена розчиненими породами. Це можуть бути кам'яна сіль, гіпс, вапняк, доломіти та крейда. Підземні води, розчиняючи гірські породи, утворюють під землею різні порожнини, що призводить до провалів. На місці таких провалів утворюються озера. Зазвичай карстові озера невеликі, округлої або овальної форми. Карстові форми рельєфу набули широкого розповсюдження на Балканському півострові, в Якутії та на західних болотах. Своєрідними провальними озерами є водойми в районах багаторічної мерзлоти. В мерзлому ґрунті дуже поширений викопний лід у вигляді лінз та жилок. При таненні криги ґрунт просідає, утворюючи улоговини, які заповнюються водою. Такі озера називаються термокарстовими. Вони дуже динамічні, швидко виникають, за декілька десятків років збільшують свої розміри, обриси та місце положення, а потім так же швидко і зникають.

#### Еолові (дефляційні) озера

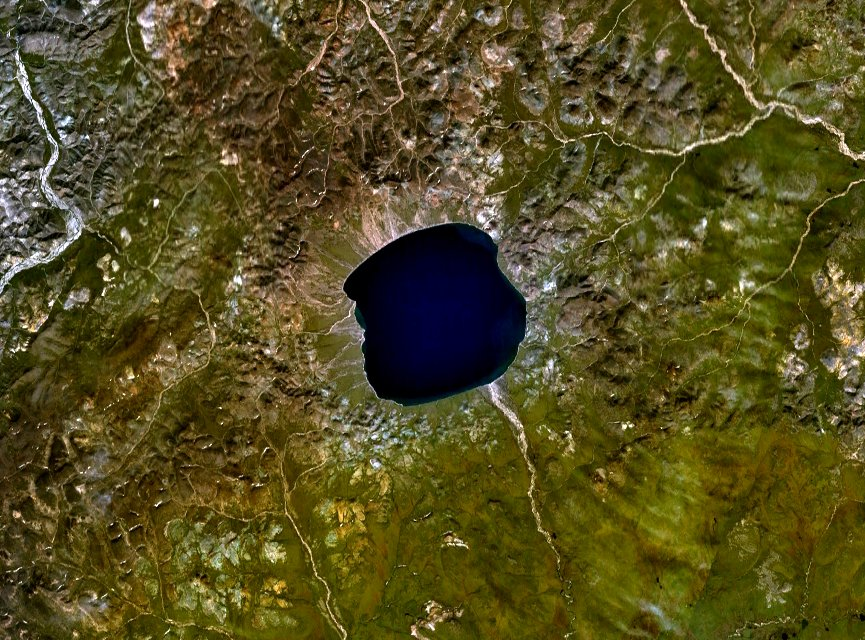
Метеоритне озеро Ельгигитгин на Чукотці (Росія)

В умовах посушливого клімату в улоговинах видування або в зниженнях між дюнами, барханами, піщаними грядами утворюються еолові озера (вітрові). Вони досить численні на рівнинах посушливих областей. Розміри еолових озер можуть бути найрізноманітнішими: від сотень м² до десятків км², глибина коливається від 2-5 до 10 м. Такі озера відрізняються непостійністю водного режиму. В суху пору року вони сильно міліють і навіть можуть зовсім зникнути, тобто перетворитись в сухі озера, які заповнюються водою лише в період нечастих злив.

#### Метеоритні озера
Унікальними озерами нашої планети є метеоритні озера. Вони утворюються на місці падіння метеоритів. При зіткненні із земною поверхнею залишаються вибухові кратери. Формою вони нагадують воронки від вибуху бомб. В умовах вологого клімату метеоритні кратери заповнюються водою і стають озерами. На сьогодні на Землі знайдено приблизно 120 таких водойм. Особливо багато метеоритних озер в пустельних областях — на півночі Африки, в Австралії, а також вони були знайдені на півночі Лабрадорського півострова, на острові Сааремаа в Естонії, на Чукотці.

### За розміром поверхні дзеркала води
За розміром поверхні дзеркала води озера поділяють на:
- дуже великі — із площею більше 1 000 км² (Вікторія, Верхнє, Танганьїка);
- великі — із площею від 101 до 1 000 км² (Ялпуг, Сасик);
- середні — із площею від 10 до 100 км² (Світязь);
- малі — із площею менше 10 км² (Синевір, Голубі озера).

### За ступенем сталості
- постійні- постійно заповнені водою;
- тимчасові — заповнюються водою лише у зволожені періоди року.

### За географічним положенням
За географічним положенням озера підрозділяють на
- інтразональні, які знаходяться у тій же географічній зоні, що й водозбір озера
- полізональні, водозбір яких розташований у декількох географічних зонах, або у декількох висотних ландшафтних зонах.

### За характером водообміну озера
За характером водообміну озера поділяються на:
- безстічні озера — це озера, які не мають ні поверхневого, ні підземного стоку, а витрачають воду лише на випаровування. Це Каспійське та Аральське море, озера Іссик-Куль, Балхаш, Чад та ін.
- стічні озера — це озера, із поверхні яких вода витрачається на поверхневий, підземний стік та на випаровування. Це озера Байкал, Онезьке, Ладозьке. Серед стічних озер виділяються проточні озера — це озера, через які здійснюється транзитний стік річок. Це озера Чудське, Зайсан, Сарезьке.
- з перемінним стоком — це озера, які мають стік під час водопілля та паводків, а в межень належать до безстічних озер, бо водотоки, які з них витікають, пересихають.

### За співвідношенням складових витратної частини рівняння водного балансу
За співвідношенням складових витратної частини рівняння водного балансу всі озера, згідно Б.Б. Богословського, поділяють на дві групи:
- стокові — це озера, у яких стік перевищує випаровування з їхньої поверхні, характерні для зони достатнього й надмірного зволоження
- випаровуючі — це озера у яких випаровування перевищує стік, характерні для зон недостатнього зволоження

### За співвідношенням складових прибуткової частини
За співвідношенням складових прибуткової частини рівняння водного балансу озера поділяють на три типи:
- приточні, коли притік із водозбору переважає над опадами,
- нейтральні, коли притік із водозбору відповідає опадам
- дощові, коли опади переважають над притоком.

### За ступенем солоності
За ступенем солоності озера поділяють на:
- прісні — уміст солі до 1г/кг (або 1 ‰);
- солонуваті — солоність від 1 до 25 ‰ (розташовані в зоні сте[1]пів та напівпустель);
- солоні — уміст солі дорівнює солоності вод Світового оке[1]ану (від 25 до 50 ‰) та
- соляні, або мінеральні — солоність понад 50 ‰.

### За хімічним складом
За хімічним складом води озера поділяють на три групи:
- гідрокарбонатні, із переважанням іонів НСО‾ (більшість прісних озер);
- сульфатні, із переважанням сірчаних сполук (характерні такі води для солонуватих озер)
- хлоридні, із переважанням іонів Cl‾ (такі води характерні для солоних озер).

### За умовами живлення водних організмів
За умовами живлення водних організмів (трофічними умовами) озера поділяють на:
- оліготрофні — це, як правило, глибокі озера, бідні на поживні речовини, мають незначну мінералізацією (окрім кальцію) але рівномірний розподіл кисню влітку та взимку;
- евтрофні озера — це зазвичай неглибокі водойми з великим умістом поживних речовин та зі зменшенням вмісту кисню від поверхні до дна;
- дистрофні озера — це озера які поширені в сильно заболочених районах та бідні на поживні речовини, мають незначну мінералізацію та знижений вміст кисню;
- мезотрофні озера — озера з середнім рівнем первинної продукції та помірним умістом елементів мінерального живлення.